# Raimond Burgman
Raimond Burgman (Soest, 12 mei 1964) is een Nederlands carambolebiljarter die gespecialiseerd is in het driebanden.
Hij eindigde op het Europees kampioenschap driebanden in 2000 op de gedeelde derde plaats en op het wereldkampioenschap driebanden in 1997 in Grubbenvorst op de tweede plaats met een nederlaag in de finale tegen Torbjörn Blomdahl. In 2012 eindigde hij tweede op het europees kampioenschap driebanden achter de Griek Filipos Kasidokostas.
Hij won met Dick Jaspers het wereldkampioenschap driebanden voor landenteams in 1998 en 1999 en eindigde met dezelfde teamgenoot op de tweede plaats in 2000 en 2008 en op de derde plaats in 2006, 2007 en 2010.